# Diedrich Christian Rutenberg
Diedrich Christian Rutenberg (* 1782 in Bremen; † 1861 in Hamburg) war ein Bremer Baumeister.

## Biografie
Rutenberg kam aus einer alten, angesehenen Familie in Bremen, der in der ersten Hälfte des 19. Jahrhunderts mehrere Baumeister angehörten. Er wurde ebenfalls Baumeister und errichtete in den Jahren 1825 bis 1841 in der Straße Am Wall 15 Häuser. Mit der einseitigen Bebauung auf der Altstadt-Seite der entlang der Bremer Wallanlagen verlaufenden Straße war 1820 begonnen worden. Die dort tätigen Baumeister waren, der Baukultur der damaligen Zeit entsprechend, zumeist Maurermeister und nannten sich auch so. Es entstand ein für Bremen neuer Haustyp: Das zwei- oder dreigeschossige Reihenhaus, geputzt und hell gestrichen, mit flach geneigtem Dach mit Schieferdeckung und klassizistischen Schmuckformen am Gesims und Hauseingang. Auch Rutenberg war im Architekturstil ein Vertreter des Klassizismus.
Die einheitliche Bebauung der Straße Am Wall wurde später von dem in den 1950er-Jahren tätigen Denkmalpfleger von Bremen, Rudolf Stein als ein „klassizistisches Gesamtkunstwerk von Rang“ bezeichnet, das im Zweiten Weltkrieg weitgehend zerstört worden war.
1842 wurde Rutenberg mit dem Neubau des Remberti-Stifts beauftragt. Er errichtete unter anderem das Empfangsgebäude an der Rembertistraße mit der Tordurchfahrt in den großen Innenhof, der von zweigeschossigen Reihenhäusern umschlossen wurde. Durch den Bremer Architekten Heinrich Flügel wurde später in den 1870er-Jahren eine Gebäudegruppe hinzugefügt. Heute umfasst der beliebte Wohnsitz für alte Menschen 45 Häuser mit 105 Wohnungen.
Rutenberg entwarf und errichtete mehrere repräsentative Wohnhäuser, wie zum Beispiel 1846 das Wohnhaus Rembertistraße 1A.
Mit seiner Ehefrau Berta geb. Vagt (1778–1849) hatte er sieben Kinder. Alle vier Söhnen erlernten ein Baugewerbe, wovon Lüder Rutenberg eine besondere Bedeutung für Bremen erreichte.